# 벤트 (잡지)
벤트(Bent)는 게이 남성을 대상으로 하는 무료 잡지로 영국 전역의 400곳의 게이바, 클럽, 사우나에 배포된다. 리즈에 위치한 올 포인트 노스 UK(All Points North UK)에서 매월 발행되는 이 잡지는 엔터테인먼트, 유명인사, 영화, DVD, 음악은 물론 텔레비전, 코미디, 현장 뉴스에 주로 초점을 맞추고 있다.